# Franca Overtoom
Franca Overtoom   (Obdam, 26 de desembre de 1991) és una àrbitra de futbol neerlandesa. El novembre de 2021 es va convertir en la primera dona àrbitre assistent de l'Eredivisie. Va ser escollida per convertir-se en àrbitre assistent a l'Eurocopa Femenina de 2022 i va ser jutgessa de línia a la final de la Lliga de Campions 2022-23.